# Nacho Albert Bordallo
Nacho Albert Bordallo (42 años) (Málaga, 6 de diciembre de 1974 - Málaga, 4 de octubre de 2017) 
Prolífico creador y activador de la cultura malagueña: publicista, escritor, dramaturgo, guionista, director de cortometrajes y obras teatrales, incluidas didácticas para colegios e institutos como "Quijotadas". 
Premiado con cortometrajes como "El jinete austero", "Cornamusa" y "Fuertes " entre otros; y en literatura con el Premio Ciudad de Alcalá 2012 (43.ª edición) con la novela "Don Quijote en La Habana"; así como varios libros de relatos, empezando por "Clara en el espejo y nueve instantáneas", publicado como ganador del "Premio Certamen de Libros de Relatos Gustavo Adolfo Bécquer" en 1999; y toda su poesía, recopilada en la "Antología poética" publicada por el Vicerrectorado de Cultura de la Universidad de Málaga.
A pesar de su prematuro fallecimiento, deja un inmenso legado, producido y por producir, enraizado en su Málaga natal.

## Biografía profesional
Licenciado en la 1ª promoción de la recién inaugurada Facultad de Ciencias de la Información de Málaga, en Publicidad y Relaciones Públicas en el año 1996, y en Comunicación Audiovisual en el año 1998. En los años 2000 a 2002 obtuvo la titulación de la Universidad de Málaga de Experto Universitario en la Creación de Guiones Audiovisuales, de la propia UMA, la Escuela Narrativa Transmediterránea y Andalucía Digital Multimedia (ADM). También se prepara con diversos cursos para la dirección de actores, iluminación y fotografía, y entre los que destaca su estancia en la Escuela Internacional de Cine y Televisión de San Antonio de los Baños en Cuba en el Taller Avanzado de Guion en 2001. De esta experiencia surgen su primer cortometraje, "El reposo del guajiro", como coguionista y codirector, y su premiada novela "Don Quijote en La Habana".
En sus inicios trabaja en diversas campañas publicitarias, con colaboraciones como el anuncio para la "Campaña de recogida de alimentos BANCOSOL" de Banco de Alimentos, el anuncio para la "Campaña de Prevención de la Diabetes Tipo 2", ejerciendo varios roles, creativo, fotógrafo, y director, también para empresas privadas. Como escritor alternaba verso y prosa, participaba en el Circuito Literario Andaluz, organizado por el Centro Andaluz de las Letras, y en el Taller de Fomento a la Lectura, organizado por el Instituto Andaluz del Libro. Autor incluido en los recopilatorios "Frontera Sur. Antología de Jóvenes Poetas Malagueños", editado por la Diputación de Málaga, y en "Ficción Sur. Antología de Relatistas Andaluces" de la Editorial Traspiés, gana el Primer Premio del Certamen de Libros de Relatos Gustavo Adolfo Bécquer 1999, con la publicación de "Clara en el espejo y nueve instantáneas", editado por Huerga y Fierro Editores. Su poesía queda recogida en la "Antología Poética", en la que se recopilan también todas las obras premiadas en los diversos concursos en los que participó, publicada en el primer aniversario de su fallecimiento por la Universidad de Mälaga y el Vicerrectorado de Cultura, con una introducción de su vicerrectora Tecla Lumbreras y prólogo del periodista del Diario Sur (periódico), y compañero de facultad, Antonio Ortín, a los que se sumó en su presentación el también compañero, periodista y escritor Pablo Bujalance, del periódico Málaga Hoy.
En su palmarés, más de un centenar de reconocimientos literarios, entre los que destacan los libros publicados por ser premiados en sus respectivos concursos, como "Cartografía del desamor y otros relatos", editado por la Diputación de Cáceres por el Primer Premio del "XVIII Certamen de Libros de Relatos Ciudad de Coria 2008"; "Calendario de amantes y sombras", editado por la Diputación de Badajoz por el Primer Premio del "VII Certamen Internacional de Libros de Relatos 2004"; o "La progresión del vacío", de Ediciones Vitruvio y finalista del "I Certamen Internacional de Poesía Rafael Pérez Estrada 2002", y el Premio Ciudad de Alcalá 2012, en su 43.ª edición, con la novela "Don Quijote en La Habana", también finalista del Premio Extraordinario de Novela IV Centenario del Quijote de la Diputación de Ciudad Real, del Premio Mario Vargas Llosa de Novela y del Premio Altea de Novela, que finalmente autoeditaría con la Editorial Círculo Rojo en abril de 2016. La primera presentación organizada por el Centro Andaluz de las Letras (CAL) sería en diciembre de 2016, en la Biblioteca de Andalucía de Granada, acto presentado por el escritor Javier Vílchez Luzón, y donde deja un ejemplar dedicado. La siguiente se celebra el 9 de mayo de 2017, en el CAL de su Málaga, con uno de los fundadores, y estimado profesor, de la Facultad de Ciencias de la Información malagueña en la que se había licenciado, Antonio Garrido Moraga, quien manifestó de satisfacción de "encontrar un escritor que pelea verdaderamente con el idioma".
Como narrador representaba "Relatos en Clave de Sol", espectáculo de palabra y música “Spoken Word”, junto al compositor y guitarrista Miguel Olmedo (Delinqüentes, Smiling Bulldogs…), y el percusionista Juanma Amador (Caracoles), bajo el nombre “En Carne Viva”, con el que logran el Primer Premio en el "I Festival de Polipoesía Qproquo Málaga", en 2012. En diciembre de 2023, Miguel Olmedo produce y presenta el audiolibro del mismo nombre, "Relatos en Clave de Sol", culminando uno de los proyectos inacabados de ambos. En el mismo cuenta con colaboraciones de conocidos artistas, como la actriz Virginia Nölting, y los actores Juanma Lara, Luis Centeno, el humorista y presentador Miguel Rabaneda y las narraciones de El Canijo de Jerez y Alejandro Walker; y los músicos Jorge Blanco de Tabletom, Salva Marina, Vicente Gálvez, Daniel Quiñones, Ernesto Navarro, David Guillén, Nano Peña, Fernando Corrales y el propio Miguel Olmedo. Una edición limitada de 150 ejemplares, 100 páginas, 11 relatos cortos de Nacho Albert, y 2 CD de audios, con el diseño de Graciella Crooke, quien ya había diseñado también la "Antología Poética", y la ilustración de la cubierta de Ángel Idígoras (Idígoras y Pachi). En este formato de "Spoken Word" colaboraba en 2016 con Antonio Garrido Moraga, con su texto en homenaje al Quijote "Con el pie en el estribo", prestando su voz y acompañado en la música por Miguel Olmedo, en el Centro de Cultura Activa Pedro Aparicio, dentro del Ciclo "Anverso/Reverso" del "34º Festival de Teatro de Málaga" del Teatro Cervantes.
En su filmografía cuenta con un palmarés de más de 200 Secciones Oficiales, nacionales e internacionales, y más de 40 Premios, entre los que destacan: 3 Ayudas a la Creación Audiovisual, 2 Premios a Mejor Guion, 3 Premios RTVA, 10 Premios a Mejor Actor/Actriz, Premio Unicaja Festival de Málaga, Premio Uy Bogotá de Cine Político. Premios obtenidos con cortometrajes como "El jinete austero", con Juanma Lara y Salva Reina como protagonistas; "Fuertes", con Rocío Peláez, premiada a la Mejor Actriz en el "4º Young Values Short Film Festival Barcelona" en 2012, y María Alfonsa Rosso, con un avanzado mensaje feminista; "El Mar Apagado", una poética denuncia a la expoliación del Mediterráneo; "Leones", sobre la reivindicación del derecho a la pataleta ante la corrupción; y los también premiados "¿Dónde está Erre?" con Natalia Roig, Aníbal Soto, Rocío Peláez; y "Cornamusa", de nuevo con Natalia Roig y Eduardo Velasco entre otros.
En cuanto a largometrajes, logra en 2 ocasiones la beca Casa de América del "Curso de Desarrollo de Proyectos Cinematográficos Iberoamericanos", la primera en 2009 con el guion de "Una mariposa blanca" (rebautizada "La memoria de las flores", título también para la adaptación a novela iniciada en el verano de 2017), dirigido por Gerardo Herrero y con los asesores Martín Salinas y David Muñoz. La segunda en 2015 con el guion escrito con Paco Bernal "La vida puede ser maravillosa (Paleños)" dirigido de nuevo por Gerardo Herrero, con la asesora Inés París y el asesor Fernando Castets. Este guion también obtiene las "Ayuda a la Creación Audiovisual Festival de Cine de Málaga" en 2014 y 2015, con el asesoramiento de Joaquim Oristrell y Gracia Querejeta, pendiente de rodaje. Por último, y a título póstumo, la Biznaga Málaga Cinema Oficios del Cine del Festival de Cine de Málaga en 2018.
Como dramaturgo, su primera incursión fue con "Mi querida Mori", dentro del "II Ciclo de Poesía Escénica El Mal de Tourette" en el Teatro Cánovas en 2012. De 2014 a 2017 imparte el "Laboratorio Teatral" en Escénica Málaga, compaginando el desarrollo de otros proyectos audiovisuales, la escritura, y hasta adaptando relatos, poemas o guiones de cortometraje a este formato. Con la creación de "Microteatro Málaga", por Gonzalo Campos Suárez en 2014, participó con numerosas obras como "Parábola del buen difunto", seleccionado para abrir el recopilatorio "Incisos y Concisos. 15 Textos breves de teatro" a modo de dedicatoria al fallecido y tras el cierre del mismo en 2018. Otras de las obras con diversas temáticas que pasaron por sus salas son "La nana", "Una isla probable", "Gran Pituso", "Pugilato", o "Me estoy quitando", la última estrenada. Dentro del programa "Dramatizando que es gerundio", para el ciclo "Veladas y Teatro de Hotel", presenta "Descubriendo a Mateo", con Antonio Zafra y Luis Centeno. Como obras didácticas escribe, dirige y produce "Quijotadas" y "Lluvia Fina", esta última coescrita con Paco Bernal. Entre los años 2016 y 2017 crean y desarrollan el ciclo de lecturas dramatizadas  "Miradores de Escena" para el Teatro Cervantes, que continua programándose. Otra de sus cooperaciones fueron "NIGHTSHOTeatro en Serie" para el Teatro Echegaray, obras de teatro seriadas con una 1ª temporada formada por tres capítulos, "Acantilado", "Cancaneo" y "Delta Matria", representadas durante el "31º Festival de Teatro de Málaga" en 2014; y la 2ª temporada al año siguiente con "Trópico" y "Páramo", en la "32º Festival de Teatro de Málaga".
Falleció el 4 de octubre de 2017 a causa de un fulminante infarto. Todos los medios locales, autonómicos andaluces, y numerosos activos de la cultura malagueña, entre ellos instituciones como el Teatro Cervantes y Festival de Cine de Málaga, manifestaron su consternación por la pérdida de uno de sus dinamizadores más implicado y creativo, 

## Filmografía
| Año  | Título                                           | Formato                                | Función                   | Premios |
| ---- | ------------------------------------------------ | -------------------------------------- | ------------------------- | --- |
| 2002 | El reposo del guajiro                            | Cortometraje                           | Coguionista y codirector. | |
| 2006 | El baile de los insomnes                         | Cortometraje                           | Coguionista y codirector. | |
| 2006 | Cornamusa                                        | Cortometraje                           | Coguionista y codirector. | |
| 2007 | ¿Dónde está Erre?                                | Cortometraje                           | Guionista y director.     | |
| 2010 | El jinete austero                                | Cortometraje                           | Coguionista y director.   | 14º Festival de Málaga. Cine Español. Premio Unicaja Mejor producción de ficción.                                              |
| 2010 | El jinete austero                                | Cortometraje                           | Coguionista y director.   | 9º Certamen Nacional de Cortometrajes de Comedia Thanatos. Premio RTVA (Radio Televisión Andaluza)                             |
| 2010 | El jinete austero                                | Cortometraje                           | Coguionista y director.   | El pecado. Mejor Cortometraje de Humor Premio del Jurado.                                                                      |
| 2010 | El jinete austero                                | Cortometraje                           | Coguionista y director.   | XI Concurso de Cortometrajes "Jóvenes Realizadores Ciudad de Castellón". 2º Premio.                                            |
| 2010 | El jinete austero                                | Cortometraje                           | Coguionista y director.   | Concurso de Cortometrajes Fantosfreak. Mención Especial del Jurado.                                                            |
| 2010 | El jinete austero                                | Cortometraje                           | Coguionista y director.   | 14º Festival Internacional de Cortometrajes y Cine Alternativo de Benalmádena. Mejor Actor Ex Aequo Juanma Lara y Salva Reina. |
| 2010 | El jinete austero                                | Cortometraje                           | Coguionista y director.   | VIII Festival Nacional de Cortometrajes Boadilla del Monte. Mención Especial al Mejor Actor, Juanma Lara.                      |
| 2010 | El jinete austero                                | Cortometraje                           | Coguionista y director.   | 4º Festival Pilas en Corto. Premio al Mejor Actor, Juanma Lara.                                                                |
| 2010 | Vobis Vobis                                      | Cortometraje                           | Guionista y codirector.   | |
| 2010 | Vivalavirgen                                     | Cortometraje                           | Guionista y codirector.   | |
| 2011 | Fuertes                                          | Cortometraje                           | Guionista y director.     | 4º Young Values Film Festival Barcelona, Primer Premio Sección Internacional de Valores                                        |
| 2011 | Fuertes                                          | Cortometraje                           | Guionista y director.     | 4º Young Values Film Festival Barcelona, Mejor Actriz Rocío Peláez                                                             |
| 2011 | Kuero                                            | Cortometraje                           | Guionista y director.     | |
| 2012 | Yo me lo curro                                   | Cortometraje                           | Guionista y director.     | |
| 2012 | El Pelotazo                                      | Cortometraje                           | Guionista                 | |
| 2012 | To Angela with love                              | Cortometraje                           | Guionista y codirector.   | |
| 2013 | Chochitos                                        | Cortometraje                           | Guionista y director.     | |
| 2013 | Sur-vencionados                                  | Piloto de Webserie                     | Guionista y codirector.   | |
| 2013 | Leones                                           | Cortometraje                           | Guionista y codirector.   | |
| 2013 | El mar apagado'                                  | Cortometraje                           | Guionista y director.     | |
| 2013 | Todos somos estrellas                            | Largometraje documental sobre Tabletom | Coguionista               | |
| 2014 | Ponle papas                                      | Cortometraje                           | Guionista y codirector.   | |
| 2016 | Kristina de Noruega, una princesa en Covarrubias | Cortometraje documental                | Coguionista               | |
| 2016 | Exiguo                                           | Cortometraje                           | Guionista y director.     | |
| 2012 | Buenos tiempos                                   | Videoclip Paco Fernández (músico)      | Guionista y director.     | |
| 2012 | Ke sí ke no                                      | Videoclip Paco Fernández (músico)      | Guionista y director.     | |
| 2012 | Refugio                                          | Videoclip Paco Fernández (músico)      | Guionista y director.     | |
| 2012 | Welcome to Wobland                               | Videoclip Coro Safari                  | Guionista                 | |
| 2012 | Wobland                                          | Mediometraje documental                | Guionista                 | |

## Televisión
| Año       | Título                                      | Formato                             | Productora/Cadena                                                                      | Función                |
| --------- | ------------------------------------------- | ----------------------------------- | -------------------------------------------------------------------------------------- | ---------------------- |
|           | Contenidos de Ficción y Documental          |                                     | Colectivo de Cineastas Schettino                                                       | Guionista.             |
| 2008/2010 | De par en par: peñas y colectivos de Málaga | Espacio cultural semanal (33 x 30´) | Onda Azul Radiotelevisión                                                              | Guionista y reportero. |
| 2010/2012 | Project                                     |                                     | Centro de Tecnología de la Imagen (CTI) de la Universidad de Málaga (UMA) y Cuarzo TV. | Guionista.             |
| 2016/2017 | Tú al norte y yo al sur                     | Reality Show (12 x 80´)             | Pausoka. ETB.                                                                          | Guionista.             |

## Teatro
| Título                                                                                    | Representaciones | Función                   |
| ----------------------------------------------------------------------------------------- | --- | ------------------------- |
| Relatos en Clave de Sol (Spoken Word)                                                     | Salas y teatros de Málaga y Granada, 2011/2017.                                                                            | Escritor y narrador.      |
| Relatos en Clave de Sol (Spoken Word)                                                     | Ciclo "El Mal de Tourette". Teatro Cánovas, Málaga, 2011.                                                                  | Escritor y narrador.      |
| Relatos en Clave de Sol (Spoken Word)                                                     | Librería Luces, Málaga, varios años y presentación del audiolibro póstumo realizado por Miguel Olmedo y Cristina Bordallo. | Escritor y narrador.      |
| Relatos en Clave de Sol (Spoken Word)                                                     | Primer Premio "I Festival de Polipoesía Qproquo", Málaga, 2012.                                                            | Escritor y narrador.      |
| Relatos en Clave de Sol (Spoken Word)                                                     | "MAFIZ. Festival de Cine de Málaga", Centro de Arte Contemporáneo (CAC) de Málaga, 2014.                                   | Escritor y narrador.      |
| Relatos en Clave de Sol (Spoken Word)                                                     | Casa de Gerald Brennan, Churriana, Málaga, agosto de 2017, última.                                                         | Escritor y narrador.      |
| Mi querida Mori                                                                           | "II Ciclo de Poesía Escénica El Mal de Tourette", Teatro Cánovas, Málaga, 2012.                                            | Autor y director.         |
| Mi querida Mori                                                                           | "Selección Culturamas", Diputación de Málaga, 2016.                                                                        | Autor y director.         |
| Mi querida Mori                                                                           | " Factoría Echegaray" Teatro Echegaray, Málaga 2019.                                                                       | Autor y director.         |
| Regina Coeli                                                                              | "Escena Bruta", Ateneo de Málaga, 2013.                                                                                    | Director                  |
| O Vino Mío                                                                                | Ciclo "Es-Cena Teatro 2013", Restaurante Vino Mío, Málaga, 2013.                                                           | Autor                     |
| NIGHTSHOTeatro en Serie (1.ª temporada, 3 capítulos: Acantilado, Cancaneo y Delta Matria) | 31º "Festival de Teatro de Málaga", Teatro Echegaray, Málaga, 2014.                                                        | Autor y director.         |
| NIGHTSHOTeatro en Serie (1.ª temporada, 3 capítulos: Acantilado, Cancaneo y Delta Matria) | Centro Cultural Provincial de Málaga 2014.                                                                                 | Autor y director.         |
| Laboratorio Teatral                                                                       | "Escénica Málaga", 2014/2017.                                                                                              | Profesor                  |
| Parábola del buen difunto                                                                 | Microteatro Málaga, 2014. Publicado en recopilación "Incisos y Concisos", Editorial El Toro Celeste, 2018.                 | Autor y director.         |
| Parábola del buen difunto                                                                 | Microteatro Almería 2015.                                                                                                  | Autor y director.         |
| La sima del Diablo                                                                        | Microteatro Málaga, 2014.                                                                                                  | Autor y director.         |
| La sima del Diablo                                                                        | Microteatro Almería 2015.                                                                                                  | Autor y director.         |
| La Nana                                                                                   | Microteatro Málaga, 2014.                                                                                                  | Autor y director.         |
| La Nana                                                                                   | Microteatro Almería, 2015.                                                                                                 | Autor y director.         |
| La Nana                                                                                   | La Cochera Cabaret, Málaga, 2015.                                                                                          | Autor y director.         |
| La Nana                                                                                   | Theatro Club, 2015. | Autor y director.         |
| Isla Bunga-Bunga                                                                          | Microteatro Málaga, 2014.                                                                                                  | Director                  |
| Pin-Up                                                                                    | Microteatro Málaga, 2014.                                                                                                  | Autor y director.         |
| Bukowski in-adaptado                                                                      | "Veladas y Teatro de Hotel", Hotel AC Málaga Palacio, 2014.                                                                | Adaptación y dirección.   |
| Bukowski in-adaptado                                                                      | Diputación de Málaga2014                                                                                                   | Adaptación y dirección.   |
| Dramatizando que es gerundio: Descubriendo a Mateo                                        | "Veladas y Teatro de Hotel", Hotel AC Málaga Palacio, 2014.                                                                | Autor y director.         |
| Dramatizando que es gerundio: Descubriendo a Mateo                                        | Sala Maynake, Málaga, 2014.                                                                                                | Autor y director.         |
| Dramatizando que es gerundio: Descubriendo a Mateo                                        | The Hall, 2014 y 2015. | Autor y director.         |
| Dramatizando que es gerundio: Descubriendo a Mateo                                        | Sala Chela Mar, Málaga, 2015                                                                                               | Autor y director.         |
| Esperando que también es gerundio                                                         | The Hall, 2014. | Autor y director.         |
| Esperando que también es gerundio                                                         | "Selección Culturamas" Diputación de Málaga 2016                                                                           | Autor y director.         |
| Blancanieves en el Parque de Málaga                                                       | Hotel AC Málaga Palacio, 2014.                                                                                             | Autor.                    |
| Blancanieves en el Parque de Málaga                                                       | The Hall, 2015. | Autor.                    |
| Blancanieves en el Parque de Málaga                                                       | Microteatro Málaga, 2015.                                                                                                  | Autor.                    |
| NIGHTSHOTeatro en Serie (2.ª temporada, 2 capítulos: Trópico, y Páramo)                   | 32.º "Festival de Teatro de Málaga", Teatro Echegaray, Málaga, 2015.                                                       | Autor y director.         |
| El factor Oswald                                                                          | La Cochera Cabaret, Málaga, 2015.                                                                                          | Autor y director.         |
| Una isla probable                                                                         | Microteatro Málaga, 2015.                                                                                                  | Director.                 |
| Gran Pituso                                                                               | Microteatro Málaga, 2015.                                                                                                  | Director.                 |
| Gran Pituso                                                                               | Convento de las Claras, Vélez Málaga, 2015.                                                                                | Director.                 |
| Gran Pituso                                                                               | Microteatro Granada, 2015.                                                                                                 | Director.                 |
| Mal de altura                                                                             | Sala Chela Mar, Málaga, 2015.                                                                                              | Autor y director.         |
| Mal de altura                                                                             | Parque del Oeste, Málaga, 2015.                                                                                            | Autor y director.         |
| Mal de altura                                                                             | Sala Maynake, Málaga, 2015.                                                                                                | Autor y director.         |
| Vis a vis                                                                                 | Teatro Cánovas, Málaga, 2015.                                                                                              | Director.                 |
| Wok in progress                                                                           | La Estupenda, Granada, 2015.                                                                                               | Coautor y director.       |
| Wok in progress                                                                           | Parque del Oeste, Málaga, 2015.                                                                                            | Coautor y director.       |
| Wok in progress                                                                           | Sala Chela Mar, Málaga, 2015.                                                                                              | Coautor y director.       |
| Wok in progress                                                                           | Palacete de la Najarra, Almuñécar, 2015.                                                                                   | Coautor y director.       |
| Wok in progress                                                                           | Parque de la Batería,Torremolinos, 2015.                                                                                   | Coautor y director.       |
| Wok in progress                                                                           | Sala Las Musas, Rincón de la Victoria, 2015.                                                                               | Coautor y director.       |
| Pugilato                                                                                  | Microteatro Málaga, 2015.                                                                                                  | Coautor y director.       |
| Pugilato                                                                                  | Semifinalista "I Festival de Microteatro La Parata Teatro", 2016.                                                          | Coautor y director.       |
| Un cementerio con clase                                                                   | Semifinalista "I Festival de Microteatro La Parata Teatro", 2016.                                                          | Coautor y director.       |
| Prometeo Pérez                                                                            | Circuito Provincial, Diputación de Málaga, 2016.                                                                           | Director                  |
| Memoria                                                                                   | Microteatro Málaga, 2016.                                                                                                  | Director                  |
| Con el pie en el estribo, de Antonio Garrido Moraga. (Spoken Word)                        | "II Ciclo Anverso /Reverso”, Centro de Cultura Activa Pedro Aparicio, Teatro Cervantes de Málaga, 2016.                    | Narrador                  |
| Quijotadas (Didáctico)                                                                    | Central de Actuantes, 2016.                                                                                                | Autor y director.         |
| Quijotadas (Didáctico)                                                                    | Nook, 2016. | Autor y director.         |
| Quijotadas (Didáctico)                                                                    | CAC Vélez Málaga, 2016. | Autor y director.         |
| Quijotadas (Didáctico)                                                                    | La Térmica, Málaga, 2016.                                                                                                  | Autor y director.         |
| Quijotadas (Didáctico)                                                                    | Instituto en Granada, mayo 2014, última.                                                                                   | Autor y director.         |
| Lluvia Fina (Didáctico)                                                                   | Sala María Cristina, Málaga, 2016.                                                                                         | Coautor y director.       |
| Lluvia Fina (Didáctico)                                                                   | Facultad de Ciencias de la Educación de Málaga, 2016.                                                                      | Coautor y director.       |
| Lluvia Fina (Didáctico)                                                                   | La Caja Blanca, Málaga, 2017.                                                                                              | Coautor y director.       |
| Lluvia Fina (Didáctico)                                                                   | Instituto en Granada, mayo 2014, última.                                                                                   | Coautor y director.       |
| Ciclo de Lecturas Dramatizadas: Miradores de Escena                                       | Centro de Cultura Activa Pedro Aparicio, Teatro Cervantes de Málaga, 2016/2017.                                            | Coordinación y dirección. |
| Una tímida propuesta de cambio, de Rafael Pérez Estrada. (Spoken Word)                    | CD “La Gran Gala de Rafael Pérez Estrada”, 2017.                                                                           | Narrador                  |
| Me estoy quitando                                                                         | Microteatro Málaga, 2017.                                                                                                  | Autor y Director.         |
| Monogamia                                                                                 | "Factoría Echegaray" del Teatro Echegaray de Málaga, 2017.                                                                 | Director                  |
| La noche del espídico panegírico (Inédita y sin estrenar)                                 | Para Microteatro Málaga, en fase de ensayo a su fallecimiento en 2017.                                                     | Autor                     |

## Literatura
| Título                                  | Género                                                        | Editorial | Premio                                                                                                  |
| --------------------------------------- | ------------------------------------------------------------- | --- | --- |
| Clara en el espejo y nueve instantáneas | Recopilación de relatos                                       | Huerga y Fierro Editores, ISBN 978-84-8374-213-6. | Primer "Premio Certamen de Libros de Relatos Gustavo Adolfo Bécquer", Junta de Andalucía, 1999.         |
| Agujeros negros                         | Poesía                                                        | Antología Poética, UMA Editorial, Universidad de Málaga, 2018, Depósito Legal MA-1031-2018, ISBN 978-84-17449-40-7.                                                                             | Tercer "Premio III Certamen de Poesía Fernando Quiñones". 2001.                                         |
| Los nombres de Amalia                   | Poesía                                                        | Antología Poética, UMA Editorial, Universidad de Málaga, 2018, Depósito Legal MA-1031-2018, ISBN 978-84-17449-40-7.                                                                             | Accésit "XX Premio de Poesía Ciudad de Zaragoza", 2002.                                                 |
| La progresión del vacío                 | Poesía                                                        | Ediciones Vitruvio, ISBN 978-84-96312-13-5. | Finalista "I Premio Internacional de Poesía Rafael Pérez Estrada", 2002.                                |
| Piel incendiada                         | Poesía                                                        | | Finalista "X Premio de Poesía Voces del Chamamé", 2004.                                                 |
| Calendario de amantes y sombras         | Recopilación de relatos ilustrados por Pedro Alarcón Ramírez. | Diputación Provincial de Badajoz, Departamento de Publicaciones, ISBN 978-84-7796-773-6. | Primer "Premio VII Certamen Internacional de Libros de Relatos", 2004.                                  |
| Mover las blancas                       | Poesía                                                        | | Segundo premio "IV Certamen de Poesía Casas Regionales de Alcobendas", 2005.                            |
| Por el sol que nos viene                | Poesía                                                        | Antología Poética, UMA Editorial, Universidad de Málaga, 2018, Depósito Legal MA-1031-2018, ISBN 978-84-17449-40-7.                                                                             | Primer "Premio de Poesía Málaga Crea", 2005.                                                            |
| Soliloquio del eterno usuario           | Poesía                                                        | | Mención Especial "XLII Justas Literarias de Reinosa", 2006.                                             |
| Nudo Gordiano                           | Poesía                                                        | | Accésit "X Certamen Poético Pepa Cantarero", 2006.                                                      |
| Mi ángel detenido en el día             | Poesía                                                        | "Recodándote: poemas y cartas de amor galardonadas en el III Certamen Rumayquiya", Asociación Cultural Artístico Literaria Itimad 2008, ISBN 978-84-612-1846-2.                                 | Finalista III Certamen de Poemas de Amor Rumayquiya, 2007.                                              |
| Cornucopia                              | Poesía                                                        | Antología Poética, UMA Editorial, Universidad de Málaga, 2018, Depósito Legal MA-1031-2018, ISBN 978-84-17449-40-7.                                                                             | Primer "Premio de Poesía Conde de Gondomar", 2007.                                                      |
| Redoble hecho de suspiros               | Poesía                                                        | Antología Poética, UMA Editorial, Universidad de Málaga, 2018, Depósito Legal MA-1031-2018, ISBN 978-84-17449-40-7.                                                                             | Finalista "XXIV Premio de Poesía Ciudad de Zaragoza", 2007.                                             |
| Salute per Aqua                         | Poesía                                                        | Antología Poética, UMA Editorial, Universidad de Málaga, 2018, Depósito Legal MA-1031-2018, ISBN 978-84-17449-40-7.                                                                             | Primer premio "XLIII Justas Literarias de Reinosa", 2007.                                               |
| Te eximo de matarme                     | Poesía                                                        | | Segundo premio "IV Certamen de Poesía Taramela", 2007.                                                  |
| Cartografía del desamor y otros relatos | Recopilación de relatos                                       | Diputación de Cáceres, ISBN 978-84-92473-28-1. | Primer "Premio XVIII Certamen de Libros de Relatos Ciudad de Coria", 2008.                              |
| Pronto Adriana                          | Poesía                                                        | Antología Poética, UMA Editorial, Universidad de Málaga, 2018, Depósito Legal MA-1031-2018, ISBN 978-84-17449-40-7.                                                                             | Accésit "XII Premio de Poesía Ayuntamiento de Ciudad Real", 2008.                                       |
| Rumbo a Vyronia                         | Poesía                                                        | Antología Poética, UMA Editorial, Universidad de Málaga, 2018, Depósito Legal MA-1031-2018, ISBN 978-84-17449-40-7.                                                                             | Segundo premio "XI Certamen Nacional de Poesía Maxi Banegas", 2008.                                     |
| Poemario de la rima infame              | Poesía                                                        | Antología Poética, UMA Editorial, Universidad de Málaga, 2018, Depósito Legal MA-1031-2018, ISBN 978-84-17449-40-7.                                                                             | Primer premio "XVI Certamen de Poesía Acordes", 2008.                                                   |
| Poemario de la rima infame              | Poesía                                                        | Antología Poética, UMA Editorial, Universidad de Málaga, 2018, Depósito Legal MA-1031-2018, ISBN 978-84-17449-40-7.                                                                             | Accésit "XVII Concurso de Poesía Isabel Ovín", 2008.                                                    |
| La sucia falta de estipendio            | Poesía                                                        | Antología Poética, UMA Editorial, Universidad de Málaga, 2018, Depósito Legal MA-1031-2018, ISBN 978-84-17449-40-7.                                                                             | Primer premio "XXXI Certamen Literario Bustar Viejo", 2008.                                             |
| La infinitud del raíl                   | Poesía                                                        | Antología Poética, UMA Editorial, Universidad de Málaga, 2018, Depósito Legal MA-1031-2018, ISBN 978-84-17449-40-7.                                                                             | Primer premio "XVIII Concurso de Poesía Isabel Ovín", 2009.                                             |
| La infinitud del raíl                   | Poesía                                                        | Antología Poética, UMA Editorial, Universidad de Málaga, 2018, Depósito Legal MA-1031-2018, ISBN 978-84-17449-40-7.                                                                             | Finalista "XIII Certamen Arte Joven Latina de Poesía", 2009.                                            |
| Morfología de la plata                  | Poesía                                                        | | Accésit "XIII Certamen Poético Pepa Cantarero", 2009.                                                   |
| Haz de niebla y extravío                | Poesía                                                        | Antología Poética, UMA Editorial, Universidad de Málaga, 2018, Depósito Legal MA-1031-2018, ISBN 978-84-17449-40-7.                                                                             | Finalista "XIV Certamen Arte Joven Latina de Poesía", 2010.                                             |
| El difícil arte de vivir bajo tierra    | Poesía                                                        | Antología Poética, UMA Editorial, Universidad de Málaga, 2018, Depósito Legal MA-1031-2018, ISBN 978-84-17449-40-7.                                                                             | Primer premio "IX Certamen de Poesía Huerta de San Lorenzo", 2011.                                      |
| Ángelus negro                           | Poesía                                                        | Antología Poética, UMA Editorial, Universidad de Málaga, 2018, Depósito Legal MA-1031-2018, ISBN 978-84-17449-40-7.                                                                             | Primer premio "XV Certamen Poético Pepa Cantarero", 2011.                                               |
| Don Quijote en La Habana                | Novela                                                        | Autoedición con Editorial Círculo Rojo, Depósito Legal AL 524-2016, ISBN 978-84-9126-673-0. | Primer "Premio XLIII Premio Ciudad de Alcalá de Narrativa", 2012.                                       |
| Don Quijote en La Habana                | Novela                                                        | Autoedición con Editorial Círculo Rojo, Depósito Legal AL 524-2016, ISBN 978-84-9126-673-0. | Finalista "Premio Extraordinario de Novela IV Centenario del Quijote", Diputación de Ciudad Real, 2005. |
| Don Quijote en La Habana                | Novela                                                        | Autoedición con Editorial Círculo Rojo, Depósito Legal AL 524-2016, ISBN 978-84-9126-673-0. | Finalista "Premio Mario Vargas Llosa de Novela", 2005.                                                  |
| Don Quijote en La Habana                | Novela                                                        | Autoedición con Editorial Círculo Rojo, Depósito Legal AL 524-2016, ISBN 978-84-9126-673-0. | Finalista "Premio Altea de Novela", 2008.                                                               |
| El marino aterrado                      | Poesía                                                        | Plaquette del número 17 de la revista ANS, CEDMA, Ateneo de Málaga, 2013. Y Antología Poética, UMA Editorial, Universidad de Málaga, 2018, Depósito Legal MA-1031-2018, ISBN 978-84-17449-40-7. | Primer premio "XV Premio de Poesía Atenero-Universidad de Málaga 2013".                                 |
| Antología Poética                       | Recopilación de poemarios y poemas.                           | UMA Editorial, Universidad de Málaga, 2018, Depósito Legal MA-1031-2018, ISBN 978-84-17449-40-7.                                                                                                | Recopilación de obras premiadas y últimos poemas escritos en 2017.                                      |
| Relatos en Clave de Sol                 | Audiolibro Spoken Word                                        | Producido y editado por Miguel Olmedo, estudio de grabación "Artesonao", Málaga, 2023, Depósito Legal MA 605-2023, ISBN 978-84-09-50723-8.                                                      | Primer Premio "I Festival de Polipoesía Qproquo", Málaga, 2012.                                         |

## Otros premios literarios
- Primer premio "Epístola Género Amoroso",  Almuñécar, 1999.
- Primer "Premio Narrativa Villa de Cardeñosa", 2000.
- Mención Especial de "Poesía Villa de Cardeñosa", 2000.
- Selección "Concurso de Relatos Hiperbreves Acumán", 2002.
- Accésit "III Certamen de Relatos Martín Carpena", 2002.
- Primer premio "Certamen de Narrativa Ciudad de Baza", 2002.
- Primer premio "III Concurso de Relato Corto de Almonte", 2003.
- Finalista "I Certamen de Relato Breve José Saramago", 2003.
- Selección "II Certamen de Microrrelatos de Telemadrid Radio", 2003.
- Selección "IV Certamen de Poesía Nuevo Ser", Argentina, 2003.
- Finalista "X Premio de Poesía Voces del Chamamé", 2003.
- Selección "II Premio Internacional de Poesía Amorosa", 2003.
- Primer premio "VII Certamen de Libros de Relatos de Badajoz", 2004.
- Finalista "XVIII Premio Internacional de Cuentos Max Aub", 2004.
- Accésit "VI Premio de Narrativa Joven Ciudad de Monzón", 2004.
- Primer premio "XXXII Concurso de Relatos José Calderón Escalada", 2004.
- Finalista "III Premio de Poesía Ángel Miguel Pozanco", 2005.
- Selección "II Premio Setenil de Libros de Relatos", 2005.
- Selección "I Certamen Nacional de Relatos Ultra Cortos", 2006.
- Finalista "VIII Certamen de Poesía Andrés García Madrid", 2006.
- Finalista "XXII Concurso de Cuentos Villa de Mazarrón Antonio Segado del Olmo", 2006.
- Mención Especial "L Concurso de Cuentos La Felguera", 2006.
- Selección "Encuentro Nacional de Poesía Anuesca", 2006.
- Accésit "VII Certamen Literario de Relato Breve Ciudad de Arévalo", 2006.
- Finalista "Concurso Hispanoamericano de Poesía Gustave Flaubert", 2007.
- Selección "I Concurso de Relato Breve Cumbres Borrascosas", 2007.
- Accésit "II Certamen Literario de Relato Breve Enrique de Sena", 2007.
- Accésit "IX Premio Ojalá de Relato Corto", 2007.
- Accésit "VI Certamen de Narraciones Cortas Monumento Natural los Barruecos", 2007.
- Accésit "VII Certamen de Relatos Cortos Leopoldo Alas", 2007.
- Semifinalista "Concurso de Poesía del Centro de Estudios Poéticos", 2007.
- Finalista "VIII Premio Literario Villa de Mendavia", 2007.
- Finalista "III Certamen de Poemas de Amor Rumayquiya", 2007.
- Semifinalista "Certamen Poético Eclipse de Luna", 2008.
- Finalista "IV Concurso de Relatos Cuentos Junto a la Laguna", 2008.
- Accésit "X Premio Ojalá de Relato Corto", 2008.
- Primer premio "XII Certamen Literari Juvenil Lletres Noves de Relato", 2008.
- Finalista "III Premio de Relato Corto Revista Digital IES Ventura Morón", 2008.
- Selección "II Premio Orola de Vivencias", 2008.
- Finalista "I Concurso de Microrrelatos Eróticos Nereidas", 2008.
- Tercer Premio "V Concurso de Cuentos: Un mundo de colores", 2008.
- Finalista "I Concurso de Cuentos Asociación Unión Cultural Zona Sur de Valladolid", 2009.
- Finalista "XIV Concurso de Relatos Cortos Juan Martín Sauras", 2009.
- Finalista "IV Certamen de Relatos Cortos Revista Digital IES Ventura Morón", 2009.
- Finalista "I Concurso de Relato Corto La maleta del tío Paco", 2009.
- Primer premio "15º Concurso de Relatos de la Asociación Kimetz", 2009.][26]
- Primer premio "XVII Certamen Literario La Cárcel Totana", 2009.
- Finalista "II Concurso Bellver de Relatos Breves", 2009.
- Finalista "XV Premio de Poesía Ciudad Mérida", 2009.
- Finalista "LIV Concurso de Cuentos La Felguera", 2010.
- Finalista "I Concurso de Microrrelatos El Escritor Errante", 2010.
- Finalista "II Concurso de Relatos Fantásticos Fancine", 2010.
- Finalista "XXI Premio de Relatos Manuel Barbadillo Ateneo de Sanlúcar de Barrameda", 2011.
- Primer premio "I Concurso de Microrrelato Instituto Cervantes de Rabat", 2012.
- Finalista "XII Certamen Literario Alfonso Martínez-Mena", 2012.
- Finalista "XXXIII Certamen de Poesía Manuel Garrido Chamorro", 2012.
- Accésit "I Premio de Relato Corto Villa de Oliete", 2012.
- Finalista "XIV Certamen de Relatos Rafael González Castell", 2012.
- Finalista "I Certamen de Relatos Cortos PSM-PSOE", 2012.
- Finalista "I Certamen Nacional de Microrrelatos Ciudad de La Coruña", 2013.
- Finalista "IX Certamen de Poesía de Miajadas 2013".